# Natàlia Ridao i Sais
Natàlia Ridao i Sais (Palafrugell, 9 d'abril de 1978) és una patinadora artística sobre rodes. Als 18 anys marxà a Barcelona a estudiar medicina i durant tres anys va combinar els estudis amb el patinatge. Després d'assolir la medalla de plata al mundial 1999 es va retirar per seguir els estudis de medicina. Actualment és metge adjunt de Medicina Física i Rehabilitació a l'Hospital de Sabadell.

## Trajectòria
Patina amb el Club Patinatge Artístic Palafrugell fins 1997, amb Anna Camarero com a entrenadora. El 1998 competeix amb el Club Patí Sentmenat i l'any següent, amb el Club Patí Lloret, ambdues ocasions amb Judith Damesón d'entrenadora.
Inicia les competicions oficials als 8 anys en categoria benjamí. Durant tota la trajectòria amb el Club de Palafrugell comparteix pista, entrenadora, amistat i competició directe amb Sandra Rodríguez Duque. Inicia les competicions a nivell Catalunya i Espanya als 9 anys (categoria Aleví) i des d'aleshores fins al final de la meva carrera esportiva (categoria Sènior 1999) competeix i assoleix medalla cada any en totes les competicions a nivell Catalunya i Espanya. El 1989 va rebre el títol de millor esportista de Palafrugell en la nit de l'Esport. El 1990 van rebre el Premi Peix Fregit de l'Any. El 1994 va rebre l'homenatge de l'esport de la vila en la Nit de l'Esport Palafrugellenc.

### Títols
- 1991: Campionat d'Europa categoria Jeneusse. Holanda. Medalla Plata en modalitat lliure. Medalla de Plata en modalitat Combinada.[7]
- 1992: Campionat d'Europa categoria Jeneusse. Suissa. Medalla d'Or modalitat lliure. Medalla Plata Combinada.[8]
- 1993: Campionat d'Europa categoria Jeneusse. Calafell. Medalla bronze modalitat lliure.[9]
- 1996: Campionat d'Europa categoria Junior. Dinamarca. Medalla bronze modalitat lliure.[10]
- 1997: Categoria Sènior absoluta.[11]
- 1997: Espanya. Reus: 1º Figures obligatòries. 3ª en modalitat lliure i combinada.
- 1997: Europa. Itàlia: 3ª en Figures obligatòries.
- 1997: Mundial. Reus: 5ª Classif en modalitat Combinada.[12]
- 1998: Categoria Sènior absoluta.
- 1998: Espanya. Fuengirola: 1ª classif en modalitat Combinada. Plata figures obligatòries. Bronze en lliure.
- 1998: Europa. Portugal: 1ª Classif en Figures obligatòries i 1ª classif en Combinada.[13]
- 1998: Mundial. Colombia: 4ª classif en modalitat combinada.[14]
- 1999: Categoria Sènior absoluta.[15]
- 1999: Espanya. Barcelona: 1ª classif en figures obligatòries, 2ª en combinada i 3ª en lliure.
- 1999: Europa. Alemanya: 2ª classif figures obligatòries. 2ª classif en combinada.[16]
- 1999: Mundial. Austràlia: 2ª classif en combinada.[3]